# Étienne Baluze
Étienne Baluze, né à Tulle le 24 novembre 1630 et mort à Paris le 20 juillet 1718, est un patristicien, historiographe, bibliothécaire et juriste français.

## Biographie
Après des études au collège des jésuites de sa ville natale (auquel a succédé l'actuel Lycée Edmond-Perrier), il part à Toulouse où il est admis au collège saint Martial, fondé en 1359 par le pape limousin Innocent VI. Il y poursuit des études de droit à l'université, notamment sous la direction d'Antoine Dadine d'Auteserre et s'insère rapidement dans les cercles savants de la ville, dans l'entourage de l'archevêque de Toulouse, Charles de Montchal.
En 1652, il publie son premier ouvrage, Antifrizonius, où il critique méticuleusement l'ouvrage de Pierre Frizon, Gallia purpurata (1638), sur l'histoire des cardinaux français. Il rentre quelque temps dans sa ville natale, où il exerce peut être le métier d'avocat, avant de devenir, en 1656, le secrétaire de l'archevêque de Toulouse, Pierre de Marca, et de s'installer à Paris. L'archevêque, qui réside une partie de l'année dans la capitale, lui confie une partie des travaux savants qu'il conduit depuis plusieurs années, notamment son travail sur la Catalogne, la « marca hispanica », dont Baluze se chargera de l'édition posthume.
Baluze accompagne alors Monseigneur de Marca dans ses nombreux déplacements. Il est ainsi le secrétaire de la conférence de Céret (mars-avril 1660), réunie pour délimiter la nouvelle frontière entre le royaume de France et la Catalogne, dont il rédige le compte-rendu,. Il assiste ensuite aux cérémonies du mariage entre Louis XIV et l'infante d'Espagne, à Saint-Jean-de-Luz (mai 1660).
En 1665, il soutient à la Sorbonne neuf thèses de droit canonique pour l'obtention du baccalauréat ; il est désormais docteur en droit canon. En 1667, il devient bibliothécaire de Colbert, qui lui avait fait obtenir l'année précédente une gratification royale de 1 200 livres par an. En 1689, il devient professeur de droit canon au Collège des lecteurs royaux.
L'activité savante de Baluze concerne essentiellement l'édition des pères latins de l'Église et des auteurs chrétiens du Moyen Âge (il publie les œuvres de Lactance, Césaire d'Arles, Salvien de Marseille, Vincent de Lérins, Loup de Ferrières, Agobard de Lyon, Réginon de Prüm, Cyprien de Carthage...) ainsi que l'histoire des institutions médiévales, tant civiles (il publie une édition qui fit longtemps autorité des capitulaires des rois francs des années 742 à 922) que religieuses : il se lance dans l'édition des actes des conciles qui avaient été oubliés dans le recueil des pères Labbe et Cossart (publiés à Paris en 17 volumes en 1671-1672), publie les lettres du pape Innocent III. Il complète ces  travaux par l'édition de documents divers, réunis en volumes de Mélanges (Miscellaneorum liber), dont il publie 7 volumes entre 1678 et 1715. Il édite également les diverses biographies médiévales des papes de la période d'Avignon (2 volumes, 1693). 
En 1695, le cardinal de Bouillon, qu'il avait connu durant ses études à la Sorbonne dans les années 1660, lui demanda, ainsi qu'à Dom Jean Mabillon, le fondateur de la diplomatique, et à Dom Thierry Ruinart, d'évaluer l'authenticité de documents du XIIIe siècle émanant des archives du chapitre de Brioude qui pouvaient permettre aux La Tour de faire remonter les origines de leur famille au IXe siècle en la rattachant aux anciens ducs d'Aquitaine par les comtes bénéficiaires d'Auvergne. C'est une époque de surenchère entre les premières familles du Royaume pour se constituer une généalogie prestigieuse. Un certain nombre de documents, à l'authenticité douteuse, avaient déjà été utilisés dans l'Histoire de la maison d'Auvergne publiée par Christophe Justel en 1645 ; et Nicolas Chorier, l'historien des La Tour du Dauphiné, avait inclus dans le deuxième volume de son histoire (1672) un acte faux qui rattachait les La Tour du Dauphiné aux La Tour d'Auvergne. C'est un proche du cardinal, un certain Jean-Pierre de Bar, ancien secrétaire du généalogiste royal et conseiller Jean du Bouchet, qui transmit les pièces incriminées au Cardinal de Bouillon. Les faussaires étaient  habiles, car ils réussirent à duper les trois érudits les plus fameux, dont Baluze lui-même, qui, cités comme experts, firent à l'unanimité un rapport favorable le 23 juillet 1695. Mais le cardinal de Bouillon avait de nombreux ennemis et une guerre de libelles, tant manuscrits qu'imprimés, commença. En mars 1698, Baluze tenta de mettre en forme l'ensemble de sa défense, sans pour autant réussir véritablement à convaincre.
L'affaire suivit alors deux voies distinctes. D'un côté, la justice s'en prit aux faussaires, que la police avaient identifiés. Deux ans plus tard, en 1700, Jean-Pierre de Bar et ses complices furent arrêtés et, après une investigation longue et minutieuse, de Bar fut déclaré coupable en 1704. De l'autre, Baluze ne changea pas pour autant son opinion, convaincu que les documents incriminés étaient vrais. Il se savait encore protégé par les proches de l'ancien clan Colbert, et il estimait que son nouveau patron, le cardinal de Bouillon, était difficilement attaquable. Encouragé et soutenu financièrement par celui-ci, il entreprit de rédiger une monumentale Histoire généalogique de la maison d'Auvergne, finalement publiée en deux volumes en 1708 (Paris, Dezallier), où il insèra parmi les preuves annexées les actes qui avaient été déclarés faux par la justice royale. À la suite des ultimes provocations du cardinal de Bouillon, qui passa à l'étranger au printemps 1710, Baluze tomba en disgrâce (1er juillet 1710) ; après avoir dû se démettre de sa chaire au collège royal (4 juillet), il fut exilé par Louis XIV à Rouen. Il n'y resta que quelques semaines et obtint alors de se rendre à Blois (où il arriva le 13 août), puis à Nevers, probablement chez sa nièce, avant de s'installer à Tours (20 octobre 1710), dans le cloitre de l'abbaye Saint-Martin où il resta jusqu'au printemps 1713. Après quelques mois à Orléans, il rentra à Paris tout à la fin de novembre 1713.
En 1717, Baluze publia en latin une très savante histoire de sa ville natale, Tulle, sous le titre d'Historiae Tutelensis libri tres. L'ouvrage, d'une étonnante érudition, suit l'histoire de la capitale du Bas-Limousin, de sa fondation, monastique selon Baluze, à l'époque carolingienne, jusqu'au début du XVIIIe siècle; l'ouvrage est complété par un très riche recueil de documents, dont certains sont aujourd'hui perdus ou détruits.
Baluze mourut à Paris le 28 juillet 1718, alors qu'il venait d'achever une édition des œuvres de saint Cyprien, évêque de Carthage (elle sera publiée posthume en 1728), et qu'il entendait poursuivre à son terme l'édition des actes du très controversé concile de Constance, qui avait tenté d'imposer la supériorité de l'autorité des conciles sur celle du souverain pontife.

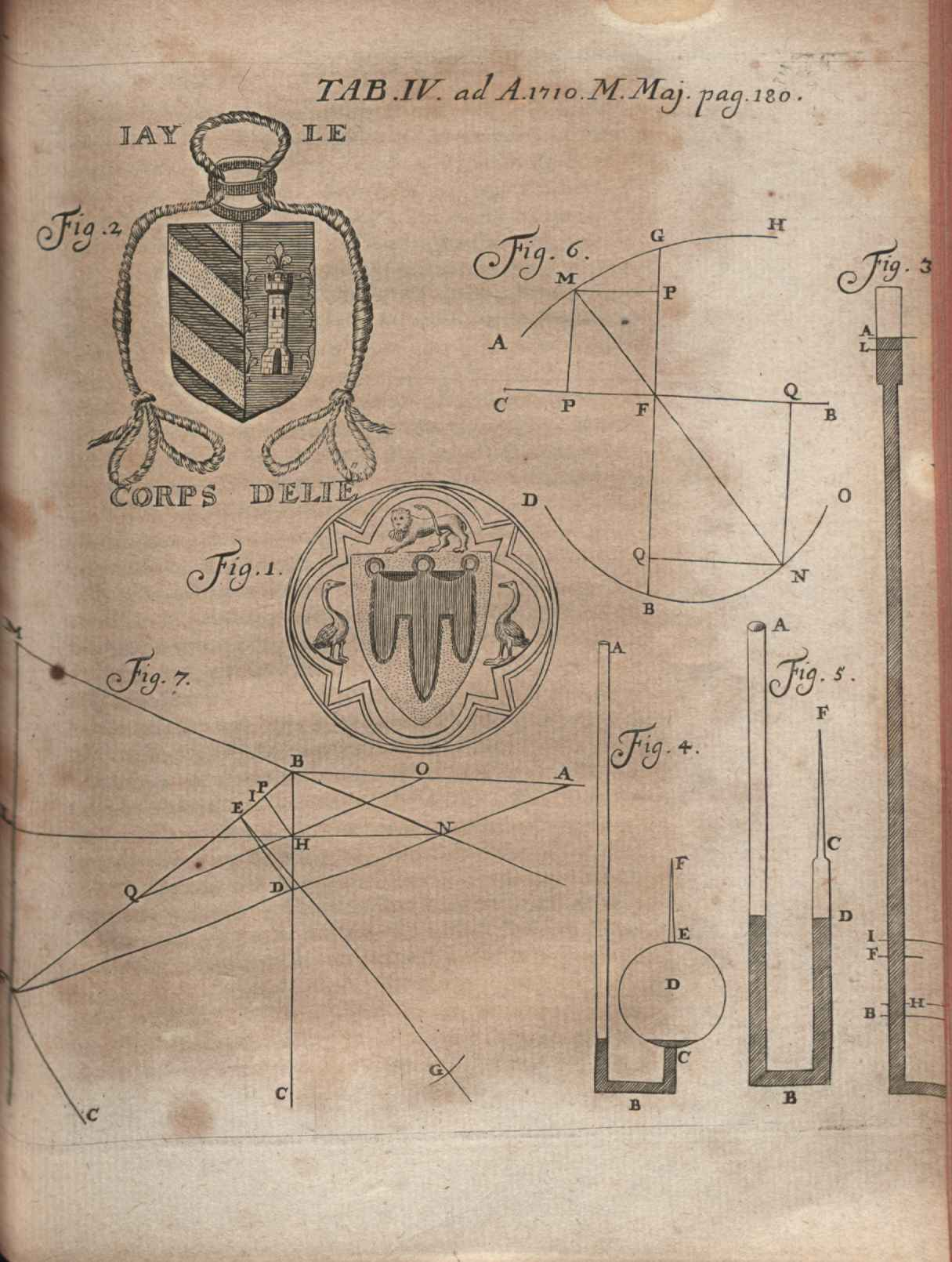
Fig. 1 et 2: Illustrations pour la critique de Histoire genealogique de la maison d'Auvergne publiée sur les Acta Eruditorum du 1710

Il laissait une riche bibliothèque, comprenant quelque 12 000 titres, ses propres archives, des manuscrits anciens et des documents divers, ainsi qu'un cabinet de curiosité, qui furent inventories par deux libraires parisiens afin de la vendre aux enchères (Bibliotheca Baluziana, seu Catalogus librorum bibliothecae V[iri] Clar[issimi] D[omini] Steph[ani] Baluzii Tutelensis, quorum fiet Auctio die Luna 8. mensis anni 1719. & seqq. a secunda pomeridiana ad vesperam, in aedibus defuncti via vulgò dicta de Tournon. Postat catalogus, Paris, 1719). Ses archives (398 volumes) et sa collection de manuscrits furent achetés par le roi en septembre 1719 et font actuellement partie des fonds de la Bibliothèque nationale de France.

### Hommages
Un buste d'Étienne Baluze, œuvre de la sculptrice Nacéra Kainou, a été installé à Tulle le 20 octobre 2006 sur le quai qui porte son nom, en présence du député-maire de la ville, François Hollande.
En 2007, l'Association des Amis du Musée du Cloître et du Vieux Tulle, présidée par Bernard Zimmermann, a créé, sur la proposition de l'historien Jean Boutier, un prix d'histoire locale européenne qui porte le nom d'Étienne Baluze. Le  premier Prix Étienne Baluze (29 février 2008) a été remis à Tulle par Jean-Pierre Dupont, président du Conseil général de la Corrèze, et François Hollande, député maire de Tulle ; le jury, présidé par l'historien Daniel Roche, professeur au Collège de France, a attribué le prix à l'historienne italienne Beatrice Palmero. Le second prix Étienne Baluze a été remis à Tulle le 12 mai 2010 à l'historienne anglaise Alison Carol (université de Cambridge) pour une thèse sur le socialisme en Alsace dans l'entre-deux guerres. Le troisième prix a été remis à Tulle le 18 janvier 2013 ; il a été décerné à Rahul Markovits (Ecole normale supérieure, Paris) pour une thèse sur le théâtre en langue française en Europe, dans les années 1740-1815.

## Principales publications
- Catalogus abbatum et episcoporum Tutellensium (1654).
- Dissertatio de sanctis Claro, Laudo, Ulfardo, Baumado, quorum sacra reliquia servantur in cathedrali ecclesia Tutelensi apud Lemovices (1656)
- Beati Servati Lupi presbyteri et abbatis Ferrariensis, ordinis S. Benedicti, opera (1664).
- Concilia Galliae Narbonensis (1668).
- Sancti Caesarii episcopi Arelatensis homiliae XIV (1669).
- Reginonis abbatis Prumiensis libri duo de ecclesiasticis disciplinis & religione christiana (1671).
- Antonii Augustini archiepiscopi Tarraconensis dialogorum libri duo de emendatione Gratiani (1672).
- Regum francorum capitularia (2 volumes, 1677). Réimprimés en 1780 avec des additions par Pierre Chiniac de La Bastide.
- Miscellanea (7 volumes, 1678-1715). Réimprimés avec additions à Lucques par Gian Domenico Mansi (4 volumes, 1761).
- Epistolarum Innocentii tertii Romani pontificis libri undecim (2 volumes, 1682).
- Nova collectio conciliorum  (1683).
- Vitae paparum Avenionensium (2 volumes, 1693). Mis à l'Index. Tomes I et II.
- Histoire généalogique de la maison d'Auvergne (2 volumes, 1708). [tome 1] - [tome 2].
- Historia Tutellensis, Paris (Parisiis), Ex Typographia regia, 1717, (BNF 30050971), lire en ligne sur Gallica.

On lui doit en outre plusieurs éditions d'ouvrages sur l'histoire ecclésiastique et les Pères de l'Église.
Une bibliographie complète et critique de ses travaux figure dans Jean Boutier, « Stephanus Baluzius Tutelensis ».  Étienne Baluze (1630-1718), un savant tullois dans la France de Louis XIV, Tulle, éditions de la Rue Mémoire, 2007.

## Iconographie
(liste non exhaustive)
- Buste par Nacéra Kainou installé sur le quai Baluze à Tulle
- Hyacinthe Rigaud et atelier, Portrait de Baluze, Musée des Beaux Arts de Tours.